# La Serra (Avinyonet del Penedès)
La Serra és una muntanya de 278 metres que es troba al municipi d'Avinyonet del Penedès, a la comarca de l'Alt Penedès.
Al cim podem trobar-hi un vèrtex geodèsic (referència 279127001).